# Nuoto ai campionati europei di nuoto 2016 - 50 metri stile libero femminili
La gara dei 50 metri stile libero femminili degli Europei 2016 si è svolta il 21 e il 22 maggio 2016. Il 21 maggio si sono svolte batterie (al mattino) e semifinali (al pomeriggio), mentre la finale nel pomeriggio del giorno seguente.

## Podio
| Pos.    | Atleta              | Nazione     |
| ------- | ------------------- | ----------- |
| Oro     | Ranomi Kromowidjojo | Paesi Bassi |
| Argento | Francesca Halsall   | Regno Unito |
| Bronzo  | Jeanette Ottesen    | Danimarca   |

## Record
Prima della manifestazione il record del mondo (RM), il record europeo (EU) e il record dei campionati (RC) erano i seguenti.
| Record mondiale       | 23"73 | Britta Steffen   | 2 agosto 2009 Roma      |
| Record europeo        | 23"73 | Britta Steffen   | 2 agosto 2009 Roma      |
| Record dei campionati | 24"09 | Marleen Veldhuis | 24 marzo 2008 Eindhoven |

Durante la competizione sono stati migliorati i seguenti record:
| Data      | Evento | Atleta              | Nazione     | Tempo | Record                |
| --------- | ------ | ------------------- | ----------- | ----- | --------------------- |
| 22 maggio | Finale | Ranomi Kromowidjojo | Paesi Bassi | 24"07 | Record dei campionati |

## Risultati

### Batterie
| Pos. | Batteria | Corsia | Atleta                 | Nazionalità          | Tempo | Note |
| ---- | -------- | ------ | ---------------------- | -------------------- | ----- | ---- |
| 1    | 7        | 4      | Ranomi Kromowidjojo    | Paesi Bassi          | 24"80 | Q    |
| 2    | 5        | 4      | Jeanette Ottesen       | Danimarca            | 24"98 | Q    |
| 3    | 7        | 5      | Anna Santamans         | Francia              | 25"00 | Q    |
| 4    | 5        | 1      | Aleksandra Urbańczyk   | Polonia              | 25"10 | Q    |
| 5    | 6        | 4      | Francesca Halsall      | Regno Unito          | 25"11 | Q    |
| 6    | 6        | 3      | Yuliya Khitraya        | Bielorussia          | 25"16 | Q    |
| 7    | 7        | 2      | Kim Busch              | Paesi Bassi          | 25"33 | Q    |
| 8    | 6        | 6      | Erika Ferraioli        | Italia               | 25"35 | Q    |
| 8    | 5        | 5      | Silvia Di Pietro       | Italia               | 25"35 | Q    |
| 8    | 7        | 3      | Therese Alshammar      | Svezia               | 25"35 | Q    |
| 11   | 6        | 2      | Birgit Koschischek     | Austria              | 25"41 | Q    |
| 12   | 5        | 3      | Darya Stepanyuk        | Ucraina              | 25"45 | Q    |
| 13   | 6        | 7      | Anna Dowgiert          | Polonia              | 25"46 | Q    |
| 14   | 5        | 7      | Theodora Drakou        | Grecia               | 25"49 | Q    |
| 14   | 6        | 5      | Tamara van Vliet       | Paesi Bassi          | 25"49 |      |
| 16   | 7        | 6      | Andrea Murez           | Israele              | 25"52 | Q    |
| 16   | 4        | 5      | Susann Bjørnsen        | Norvegia             | 25"52 | Q    |
| 18   | 7        | 7      | Mie Østergaard Nielsen | Danimarca            | 25"55 |      |
| 19   | 5        | 6      | Mélanie Henique        | Francia              | 25"64 |      |
| 20   | 6        | 8      | Julie-Marie Meynen     | Lussemburgo          | 25"69 |      |
| 21   | 5        | 2      | Zohar Shikler          | Israele              | 25"70 |      |
| 22   | 4        | 3      | Miroslava Syllabová    | Slovacchia           | 25"78 |      |
| 23   | 7        | 9      | Cecilie Johannessen    | Norvegia             | 25"82 |      |
| 24   | 5        | 0      | Mimosa Jallow          | Finlandia            | 25"84 |      |
| 25   | 6        | 9      | Aglaia Pezzato         | Italia               | 25"85 |      |
| 26   | 7        | 1      | Marrit Steenbergen     | Paesi Bassi          | 25"90 |      |
| 26   | 2        | 6      | Maria Ugolkova         | Svizzera             | 25"90 |      |
| 28   | 6        | 1      | Sasha Touretski        | Svizzera             | 25"97 |      |
| 29   | 3        | 2      | Nastja Govejšek        | Slovenia             | 26"01 |      |
| 30   | 5        | 8      | Hanna-Maria Seppälä    | Finlandia            | 26"04 |      |
| 31   | 4        | 6      | Harriet Cooper         | Regno Unito          | 26"05 |      |
| 32   | 7        | 0      | Anna Kolářová          | Rep. Ceca            | 26"10 |      |
| 33   | 6        | 0      | Tessa Nurminen         | Finlandia            | 26"14 |      |
| 34   | 4        | 0      | Lucy Hope              | Regno Unito          | 26"18 |      |
| 35   | 3        | 5      | Marte Løvberg          | Norvegia             | 26"29 |      |
| 35   | 5        | 9      | Fatima Gallardo        | Spagna               | 26"29 |      |
| 37   | 4        | 7      | Nathalie Lindborg      | Svezia               | 26"32 |      |
| 38   | 2        | 3      | Kristel Vourna         | Grecia               | 26"40 |      |
| 39   | 3        | 3      | Bryndis Hansen         | Islanda              | 26"41 |      |
| 40   | 3        | 6      | İlknur Çakıcı          | Turchia              | 26"43 |      |
| 41   | 4        | 1      | Nina Rangelova         | Bulgaria             | 26"47 |      |
| 42   | 3        | 1      | Juliette Casini        | Belgio               | 26"49 |      |
| 42   | 3        | 8      | Barbora Mišendová      | Slovacchia           | 26"49 |      |
| 44   | 2        | 7      | Kristīna Šteins        | Lettonia             | 26"51 |      |
| 45   | 4        | 2      | Gabriela Ņikitina      | Lettonia             | 26"53 |      |
| 46   | 3        | 7      | Jessica Jackson        | Regno Unito          | 26"59 |      |
| 47   | 2        | 5      | Tess Grossmann         | Estonia              | 26"69 |      |
| 48   | 4        | 8      | Fanny Teijonsalo       | Finlandia            | 26"71 |      |
| 49   | 3        | 4      | Sanja Jovanović        | Croazia              | 26"90 |      |
| 50   | 3        | 0      | Danielle Hill          | Irlanda              | 26"91 |      |
| 51   | 3        | 9      | Svenja Stoffel         | Svizzera             | 26"92 |      |
| 52   | 2        | 4      | Nichola Muscat         | Malta                | 27"00 |      |
| 53   | 2        | 2      | Ema Šarar              | Croazia              | 27"04 |      |
| 54   | 4        | 9      | Ana Pinho Rodrigues    | Portogallo           | 27"07 |      |
| 55   | 2        | 8      | Monika Vasilyan        | Armenia              | 27"25 |      |
| 56   | 2        | 1      | Esra Kaçmaz            | Turchia              | 27"30 |      |
| 57   | 2        | 9      | Monica Ramírez         | Andorra              | 27"51 |      |
| 58   | 1        | 5      | Ana-Maria Damjanovska  | Macedonia            | 27"58 |      |
| 59   | 1        | 6      | Nikol Merizaj          | Albania              | 27"86 |      |
| 60   | 2        | 0      | Signhild Joensen       | Fær Øer              | 27"88 |      |
| 61   | 1        | 3      | Emina Pašukan          | Bosnia ed Erzegovina | 28"05 |      |
| 62   | 1        | 4      | Nadia Tudo             | Andorra              | 28"16 |      |
| DNS  | 4        | 4      | Magdalena Kuras        | Svezia               | -     | -    |
| DNS  | 7        | 8      | Sviatlana Khakhlova    | Bielorussia          | -     | -    |

### Semifinali

#### Semifinale 1
| Pos. | Corsia | Atleta               | Nazionalità | Tempo | Note |
| ---- | ------ | -------------------- | ----------- | ----- | ---- |
| 1    | 4      | Jeanette Ottesen     | Danimarca   | 24"93 | Q    |
| 2    | 3      | Yuliya Khitraya      | Bielorussia | 25"05 | Q    |
| 3    | 1      | Theodora Drakou      | Grecia      | 25"06 | Q    |
| 4    | 2      | Silvia Di Pietro     | Italia      | 25"09 | Q    |
| 5    | 7      | Darya Stepanyuk      | Ucraina     | 25"19 |      |
| 6    | 6      | Erika Ferraioli      | Italia      | 25"21 |      |
| 7    | 8      | Susann Bjørnsen      | Norvegia    | 25"22 |      |
| 8    | 5      | Aleksandra Urbańczyk | Polonia     | 25"27 |      |

#### Semifinale 2
| Pos. | Corsia | Atleta              | Nazionalità | Tempo | Note |
| ---- | ------ | ------------------- | ----------- | ----- | ---- |
| 1    | 3      | Francesca Halsall   | Regno Unito | 24"21 | Q    |
| 2    | 4      | Ranomi Kromowidjojo | Paesi Bassi | 24"37 | Q    |
| 3    | 5      | Anna Santamans      | Francia     | 24"83 | Q    |
| 4    | 2      | Therese Alshammar   | Svezia      | 25"05 | Q    |
| 5    | 6      | Kim Busch           | Paesi Bassi | 25"18 |      |
| 6    | 1      | Anna Dowgiert       | Polonia     | 25"41 |      |
| 7    | 8      | Andrea Murez        | Israele     | 25"56 |      |
| 8    | 7      | Birgit Koschischek  | Austria     | 25"63 |      |

### Finale
| Pos. | Corsia | Atleta              | Nazionalità | Tempo | Note                  |
| ---- | ------ | ------------------- | ----------- | ----- | --------------------- |
|      | 5      | Ranomi Kromowidjojo | Paesi Bassi | 24"07 | Record dei campionati |
|      | 4      | Francesca Halsall   | Regno Unito | 24"44 |                       |
|      | 6      | Jeanette Ottesen    | Danimarca   | 24"61 |                       |
| 4    | 3      | Anna Santamans      | Francia     | 24.81 |                       |
| 5    | 1      | Theodora Drakou     | Grecia      | 25.04 |                       |
| 6    | 8      | Silvia Di Pietro    | Italia      | 25.08 |                       |
| 7    | 7      | Therese Alshammar   | Svezia      | 25.12 |                       |
| 8    | 2      | Yuliya Khitraya     | Bielorussia | 25.15 |                       |